# New York Jets 1967
La stagione 1967 dei New York Jets è stata la ottava della franchigia nell'American Football League. Con 8 vittorie, 5 sconfitte e un pareggio fu la prima stagione con un bilancio positivo della storia del club. In questa stagione Joe Namath divenne il primo giocatore della storia a passare 4.000 yard in una singola annata, stabilendo un record per il football professionistico che resistette per 19 anni.

## Calendario

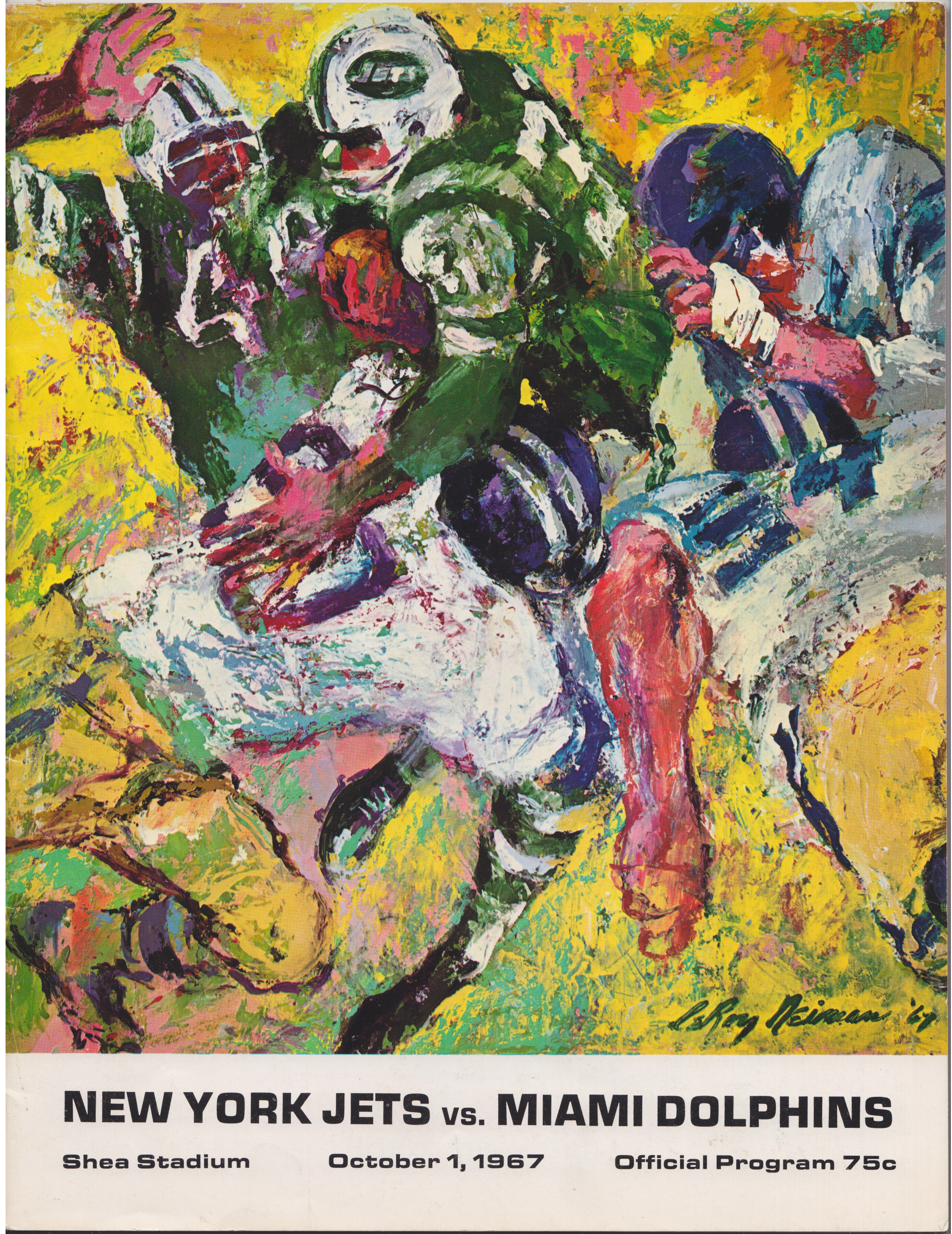
La locandina della gara del 1967 tra Jets e Dolphins

| Stagione regolare |                       |                    |                                 |
| Turno             | Avversario            | Risultato          | Stadio                          |
| 1                 | at Buffalo Bills      | S 17-20            | War Memorial Stadium            |
| 2                 | Settimana di pausa    | Settimana di pausa | Settimana di pausa              |
| 3                 | at Denver Broncos     | V 38–24            | Bears Stadium                   |
| 4                 | Miami Dolphins        | V 29–7             | Shea Stadium                    |
| 5                 | Oakland Raiders       | V 27–14            | Shea Stadium                    |
| 6                 | Houston Oilers        | P 28–28            | Shea Stadium                    |
| 7                 | at Miami Dolphins     | V 33–14            | Miami Orange Bowl               |
| 8                 | Boston Patriots       | V 30–23            | Shea Stadium                    |
| 9                 | at Kansas City Chiefs | S 18-42            | Municipal Stadium               |
| 10                | Buffalo Bills         | V 20–10            | Shea Stadium                    |
| 11                | at Boston Patriots    | V 29–24            | Fenway Park                     |
| 12                | Settimana di pausa    | Settimana di pausa | Settimana di pausa              |
| 13                | Denver Broncos        | S 24-33            | Shea Stadium                    |
| 14                | Kansas City Chiefs    | S 7-21             | Shea Stadium                    |
| 15                | at Oakland Raiders    | S 29-38            | Oakland–Alameda County Coliseum |
| 16                | at San Diego Chargers | V 42–31            | San Diego Stadium               |

## Classifiche
| AFL Eastern Division | AFL Eastern Division | AFL Eastern Division | AFL Eastern Division | AFL Eastern Division | AFL Eastern Division | AFL Eastern Division | AFL Eastern Division | AFL Eastern Division | AFL Eastern Division |
|                      | V                    | S                    | P                    | %                    | DIV                  | PF                   | PA                   | STR                  |                      |
| -------------------- | -------------------- | -------------------- | -------------------- | -------------------- | -------------------- | -------------------- | -------------------- | -------------------- | -------------------- |
| Houston Oilers       | 9                    | 4                    | 1                    | .692                 | 5–1–1                | 258                  | 199                  | V2                   |                      |
| New York Jets        | 8                    | 5                    | 1                    | .615                 | 5–1–1                | 371                  | 329                  | V1                   |                      |
| Buffalo Bills        | 4                    | 10                   | 0                    | .286                 | 3–5                  | 237                  | 285                  | S1                   |                      |
| Miami Dolphins       | 4                    | 10                   | 0                    | .286                 | 2–6                  | 219                  | 407                  | S1                   |                      |
| Boston Patriots      | 3                    | 10                   | 1                    | .231                 | 3–5                  | 280                  | 389                  | S5                   |                      |

Nota: I pareggi non venivano conteggiati ai fini della classifica fino al 1972.